# Trakai
Trakai es una ciudad situada en la provincia de Vilna, en Lituania. Según el censo de 2021, tiene una población de 5426 habitantes.
Es el centro administrativo de la región. Una parte de Trakai forma parte del territorio del Parque Histórico Nacional Trakai. La zona urbana de la ciudad abarca 11,5 km² de área. El municipio de Trakai abarca 1208 km² y cuenta con 32 042 habitantes.

## Geografía

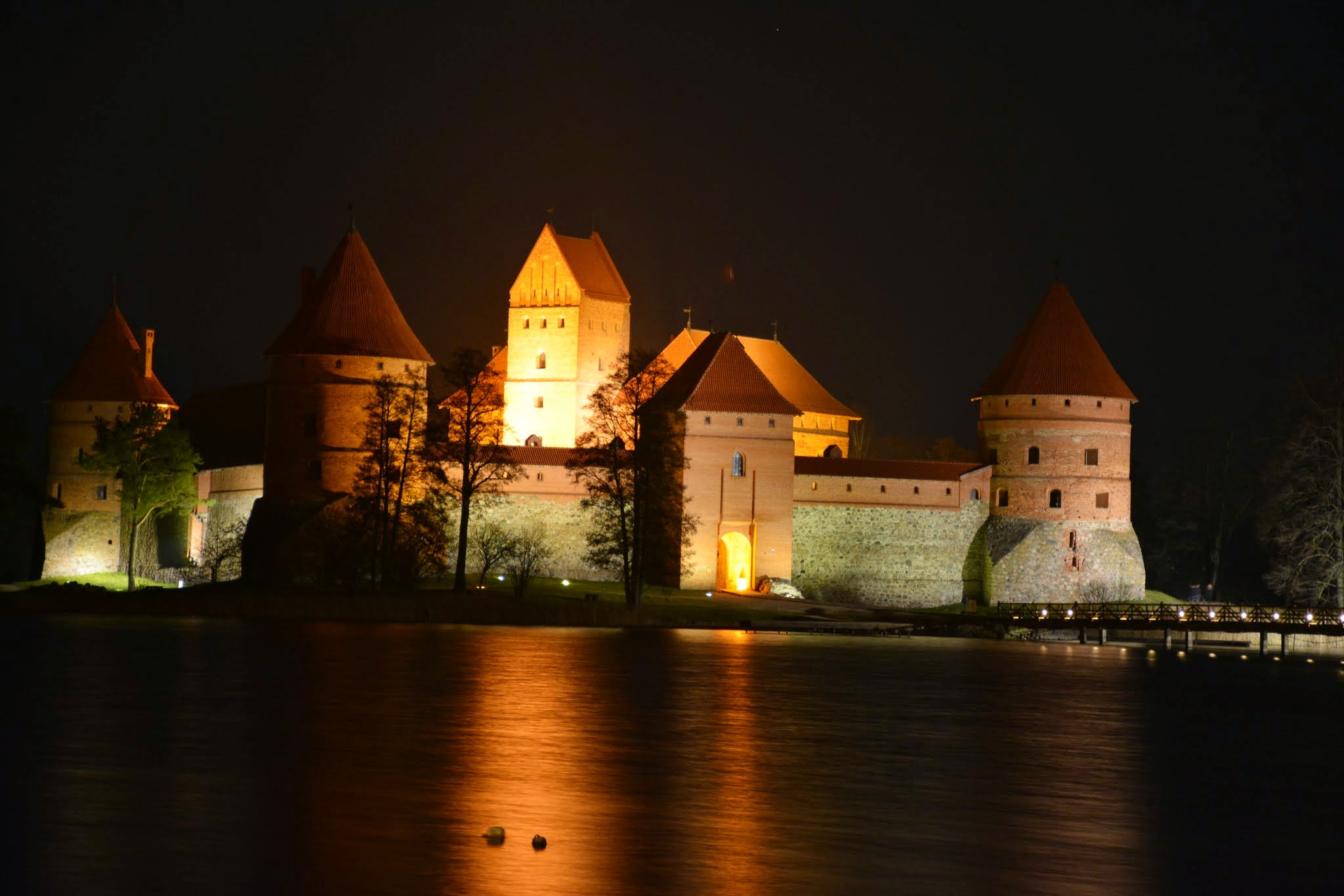
Castillo en la noche

La ciudad se encuentra a 28 km al oeste de Vilna. Hay aproximadamente 200 lagos en toda la región, de los cuales el más profundo (46,7 m) es Galvė, que posee 21 islas. Galvė abarca una superficie de 3,88 km²; seguido por el lago Vilkokšnis, que ocupa 3,37 km²; y por el lago de Skaistis, que ocupa 2,96 km². Existe, además del parque nacional Histórico de Trakai, el Parque Regional Aukštadvaris, fundado en el territorio de la región.
El parque nacional Histórico de Trakai fue fundado el 23 de abril de 1991 para preservar Trakai como centro acondicionado del Estado lituano, así como su auténtica naturaleza. Es el único parque nacional histórico no solo en Lituania, sino también en toda Europa. El territorio del parque abarca 82 km², 34 km² de los cuales están cubiertos por bosques, y 130 km² están cubiertos por lagos. 
El Parque Regional Aukštadvaris fue fundado en 1992 para preservar los valiosos paisajes de Verknė y Strėva, en la parte alta. El área del parque es 153,50 km², la mayor parte de los cuales está cubierto por bosques. Hay 72 lagos, el mayor de los cuales es el Vilkokšnis.
Trakai es una ciudad construida sobre el agua. La ciudad está rodeada, entre otros, por los lagos de Lukos (Bernardinų), Totoriškių, Galvės, Akmenos y Gilušio. En Trakai hay una serie de monumentos arquitectónicos, culturales e históricos. El museo de historia en el castillo se estableció en 1962. Cada verano hay festivales y conciertos. 
Un acuerdo de colaboración se firmó con la ciudad de Rheine, en Alemania en 1996 y la ciudad de Malbork, en Polonia en 1997.

## Historia

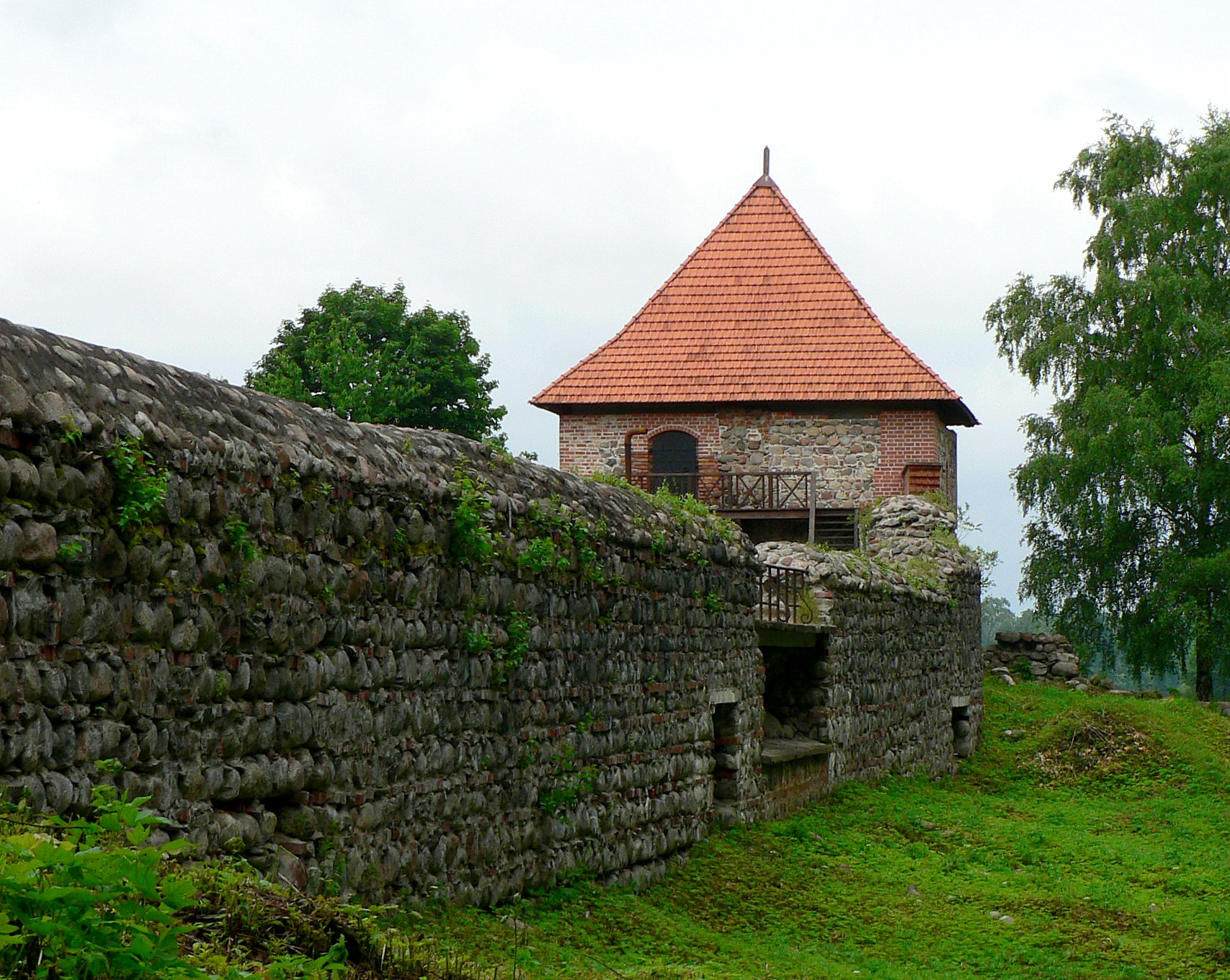
Castillo en la península

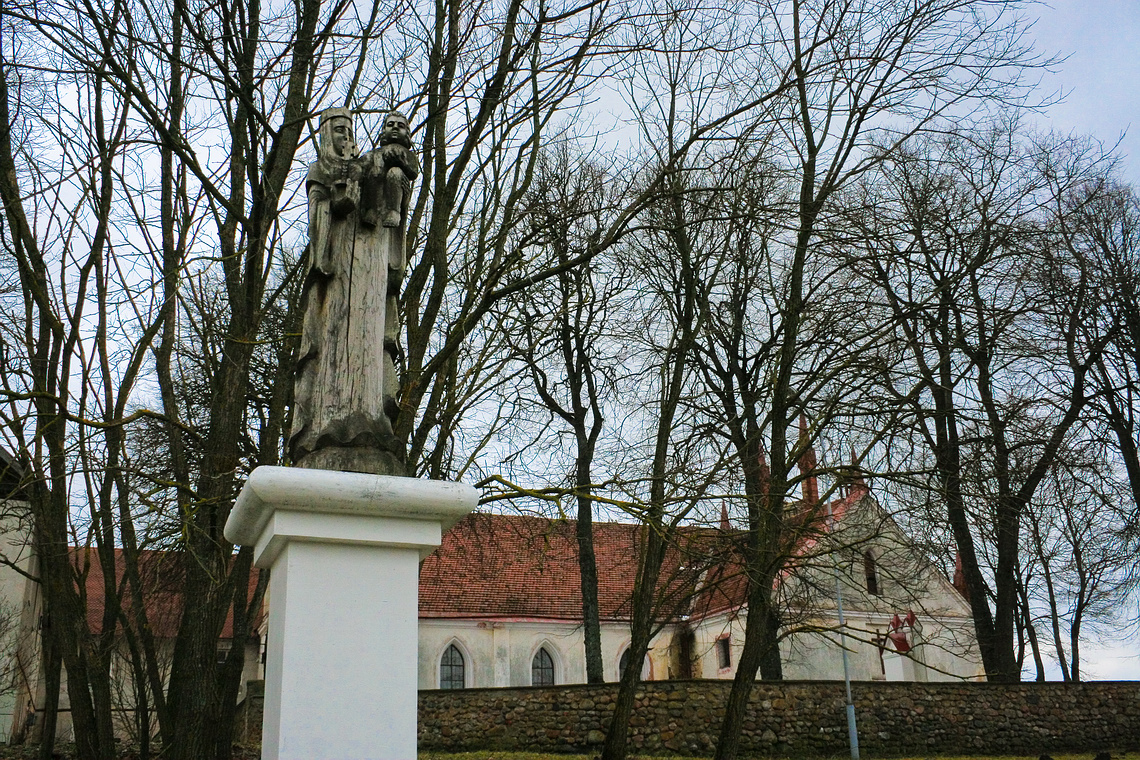
Monumento a Vitautas el Grande, cerca a su lugar de nacimiento

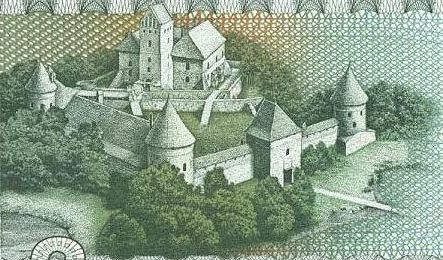
Detalle del castillo de Trakai en un billete de 2 litas de 1993

### Fundación
Los primeros asentamientos en esta zona aparecieron en el primer milenio después de Cristo. La ciudad, así como sus alrededores, comenzó a desarrollarse en el siglo XIII, en el centro del Gran Ducado de Lituania. Según las crónicas, después de las cacerías, el Gran Duque Gediminas descubrió un hermoso lugar, no muy lejos de Kernavè, que entonces era capital, y decidió construir ahí un castillo. Así es como se edifica el castillo, en Senieji Trakai, que desde ese momento se llamaba Trakai. La ciudad de Trakai se menciona por primera vez en alemán en las crónicas de 1337, que se considera como la fecha oficial de su fundación. Cuando el Gran Duque Gediminas finalmente va a Vilna, Senieji Trakai fue heredado por su hijo, el duque Kęstutis. Pronto se desarrolló un nuevo título, el de Príncipe de Trakai. Este es el lugar de nacimiento de uno de los más famosos monarcas de Lituania; Vitautas el Grande.
Durante el reinado de Kęstutis, Naujieji Trakai se convirtió en un lugar de construcción intensiva: un nuevo castillo fue construido en el estrecho entre los lagos Galvė y Lukos, conocido como el Castillo de la Península, y otro, conocido como el Castillo de la Isla, en una de las islas del lago Galvė. Por su parte, un pueblo comenzaba a crecer en torno al castillo. Los enfoques de Trakai son protegidos por Senieji Trakai (Viejo Trakai), Strėva, Bražuolė, Daniliškės y otros montículos.

### Primeros ataques
Los dos castillos de madera fueron allanados con éxito sucesivamente por los Caballeros Teutónicos, todas las ocasiones con resultados perjudiciales. Durante el conflicto entre el Gran Duque Jogaila (quien se convertiría posteriormente en el rey Ladislao) y Kęstutis, los castillos fueron capturados por el primero en 1382. Kestutis perdió la vida y Jogaila dio los castillos a su hermano, Skirgaila, que se convirtió en gobernador de Lituania. Sin embargo, su imperio no duró mucho, ya que los castillos fueron capturados de nuevo al año siguiente por fuerzas conjuntas de Vitautas (el hijo de Kęstutis) y los Teutónicos. Jogaila retomó el castillo poco después. El 7 de agosto de 1392, después del alto el fuego entre Jogaila y Vytautas, el castillo fue concedido finalmente a este último, que se convirtió en el Gran Duque de Lituania, y Jogaila en gobernador. A pesar de ser su capital Vilna, Vytautas pasaba más tiempo en Trakai. A principios del siglo XV se sustituyó a la estructura antigua, de madera, con una fortaleza de piedra de castillo.

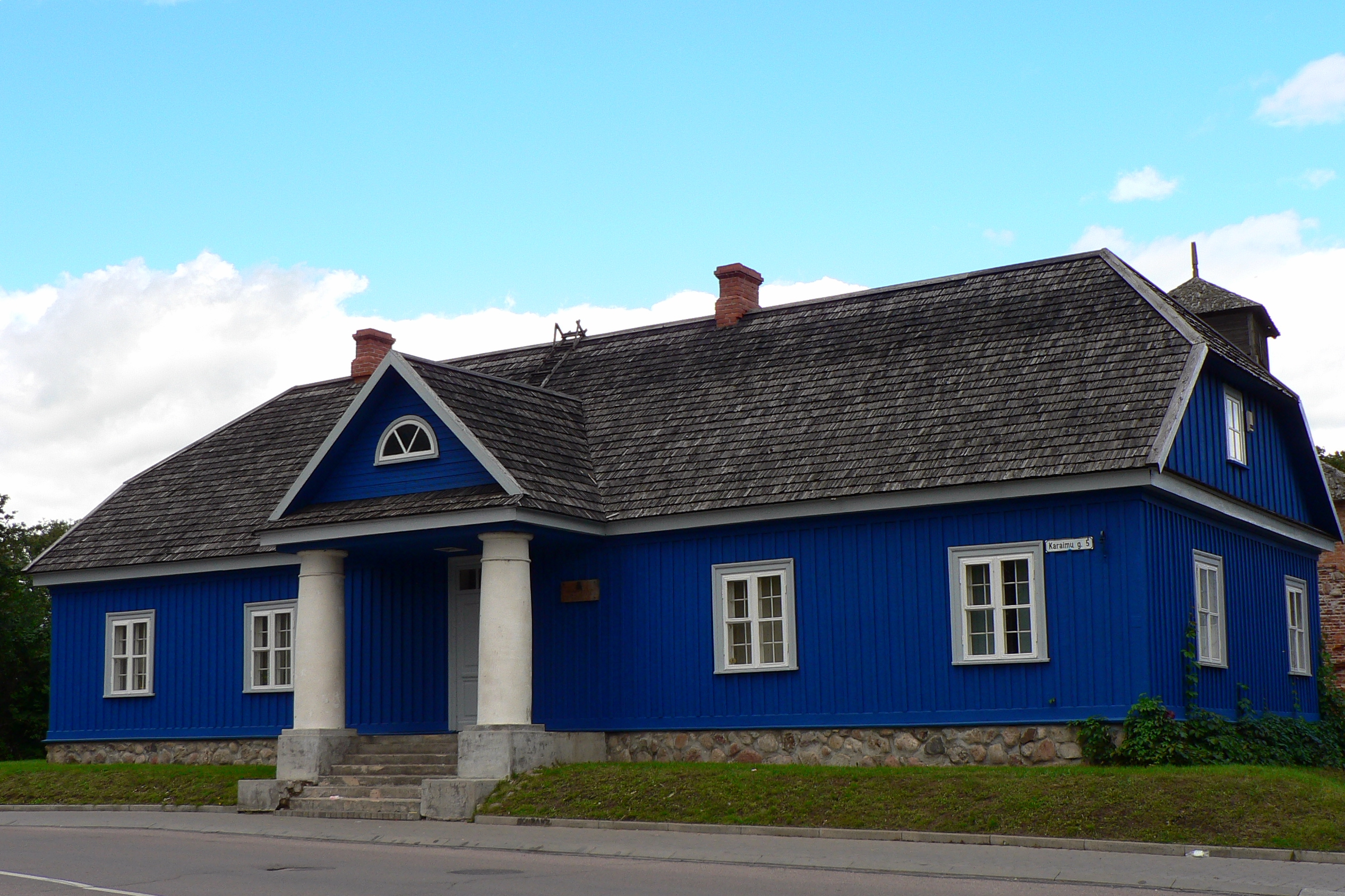
Antigua casa postal de Trakai

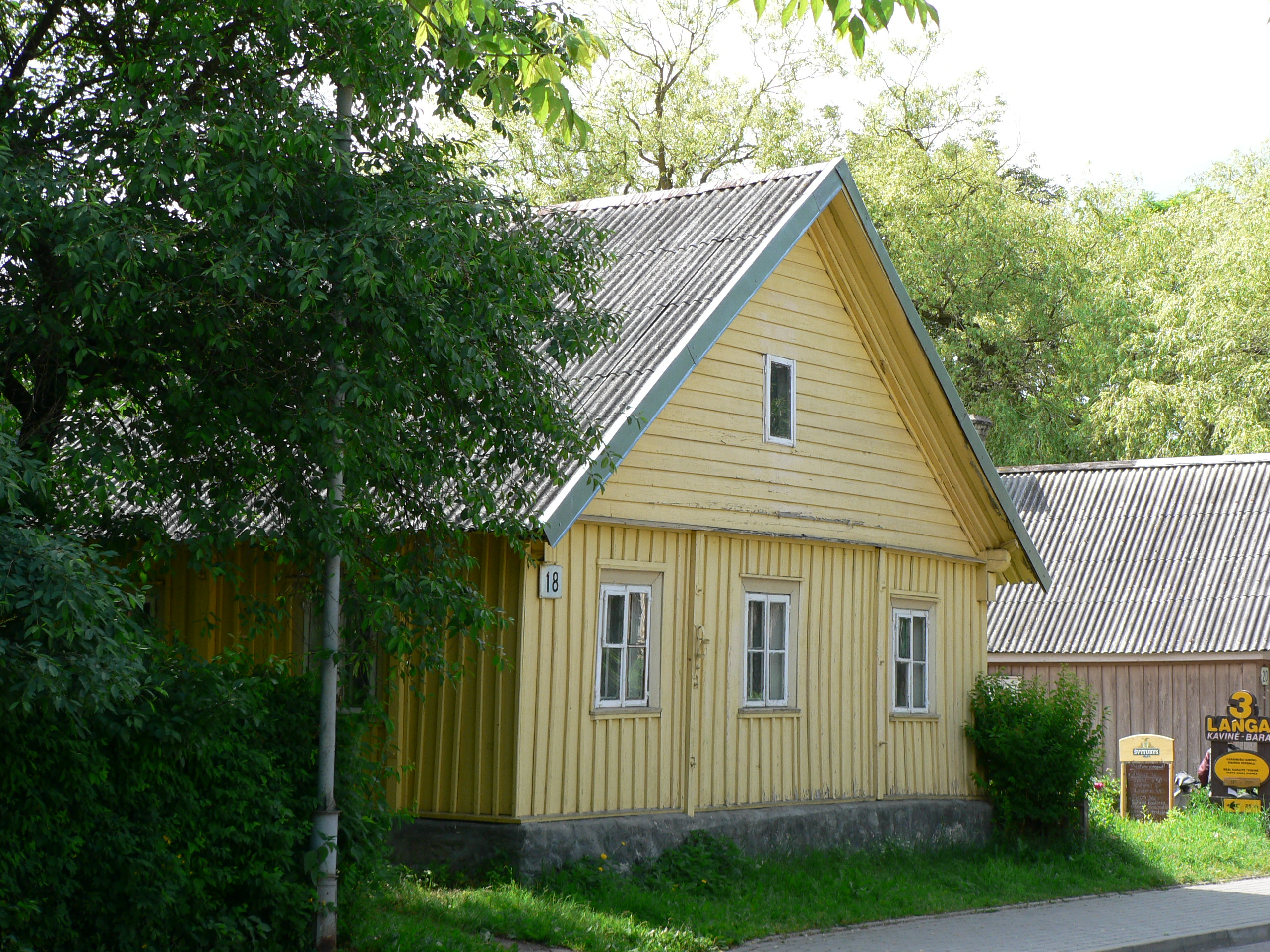
Vivienda típica caraíta en Trakai

### Prosperidad y llegada de los caraítas
Cuando Vytautas se convirtió en el gobernante vasallo del Gran Ducado de Lituania, Trakai se convirtió en un centro político y administrativo del ducado, a veces denominado como la capital de facto de Lituania. La construcción de los castillos fue terminada y se construyó una iglesia católica. En 1409 la ciudad fue reconocida legalmente como uno de los primeros asentamientos en Lituania. Esto desencadenó la prosperidad y el pueblo comenzó a desarrollarse rápidamente en una ciudad. En 1413 se convirtió en sede de uno de los once voivodatos del Gran Ducado de Lituania, el Voivodato de Trakai, y la ciudad se convirtió en un notable centro administrativo y comercial. La característica distintiva de Trakai es que la ciudad fue construida y conservada por personas de diferentes nacionalidades. Comunidades de tártaros, lituanos, rusos, polacos y judíos(tanto rabínicos askenazi como de culto y origen caraíta) comenzaron a vivir unos al lado de los otros en la zona. Los Karaim (o caraítas) son una pequeña comunidad étnica religiosa de habla turca reasentados allí por el Gran Duque Vytautas entre 1397 y 1398, provenientes de Crimea, después de una de sus campañas militares exitosas en contra de la Horda de Oro. Por lo tanto las comunidades cristianas y caraítas fueron separadas y se les concedió el gobierno autónomo, de conformidad con las leyes de Magdeburgo.
Después de que el Gran Ducado de Lituania se uniera al Reino de Polonia en 1569, creándose la República de las Dos Naciones, el castillo continuó siendo una propiedad real, pero la importancia de la ciudad disminuyó gradualmente, especialmente por la cercanía de Vilna y la sede del centro político de toda la Comunidad en Cracovia, siendo este mucho más importante. No obstante, sigue siendo la sede local del Sejmik (asamblea regional). La ciudad comienza a ser conocida como Troki en polaco. En 1477, el castillo a orillas del lago es un lugar de reunión de Casimiro IV rey de Polonia con los enviados provenientes de Venecia. Después, el castillo se convirtió en una especie de una lujosa cárcel destinada a los presos políticos. Segismundo I fue encarcelado allí con miembros de la familia Goštautai (una familia de la nobleza), que, según se creía, habían pactado con el traicionero Michał Gliński (un noble, tutor de Iván el Terrible). También Elena, viuda de Alejandro I de Polonia fue mantenida allí con el fin de impedir su fuga a Moscú. El castillo fue restaurado por el rey Segismundo I de Polonia, que estableció allí su residencia veraniega. Sin embargo, después de su muerte en 1548 el castillo poco a poco cayó en mal estado.

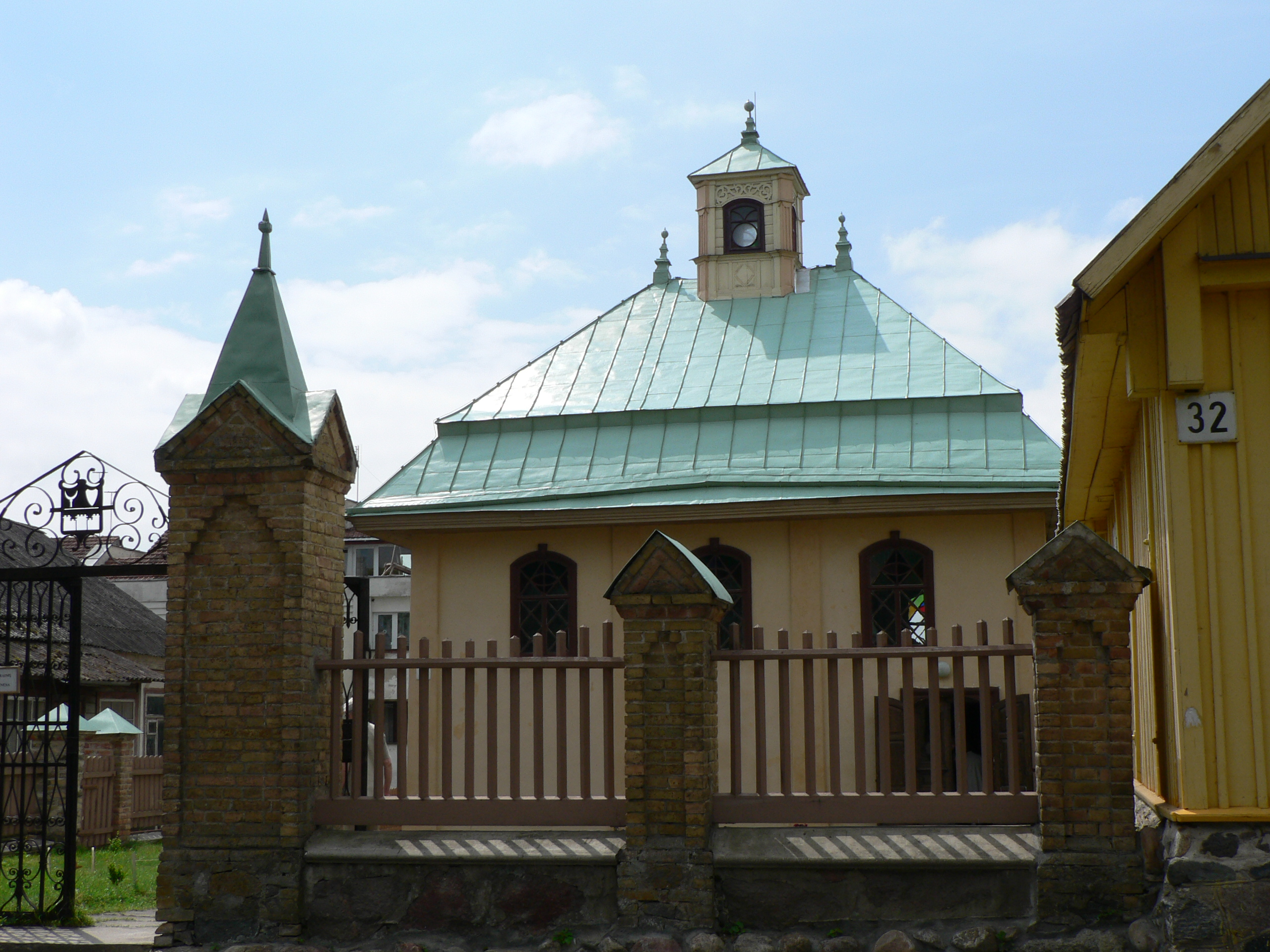
Kenesa (sinagoga) caraíta en Trakai

A pesar de ser cada vez mayor la Polonización (imposición de la cultura y el lenguaje polaco por medio de la migración), Trakai sigue siendo un notable centro de la vida cultural y religiosa caraíta. Algunos famosos eruditos estaban activos en Trakai, entre los siglos 16 y 17, como Isaac ben Abraham de Trakai, Joseph ben Mordecai Malinovski, Zera ben Nathan de Trakai, Salomon ben Aharon de Trakai, Ezra ben Nissan y Josiah ben Judah. Algunos de los caraítas se hicieron ricos y nobles.

### Decadencia y Guerras Mundiales
La comunidad local caraíta, la columna vertebral de la economía de la ciudad, sufrió mucho durante la Rebelión de Jmelnytsky (ataques rusos hacia la mancomunidad), las matanzas de 1648 y las guerras entre Rusia y Polonia entre 1654 y 1667, cuando la ciudad fue saqueada y quemada. En el efecto de la guerra con Moscú en 1655, ambos castillos fueron demolidos y la prosperidad de la ciudad finalmente se derrumbó. Las ruinas del castillo siguen siendo un hito histórico. En 1680 solo treinta familias caraítas se quedaron en la ciudad. Sus tradiciones, incluida la no aceptación de personas que habían cambiado su identidad religiosa, impidieron a la comunidad la recuperación de su fuerza. La ciudad quedó en ruinas de nuevo a principios del siglo XVIII, probablemente en 1702, por las guerras de Carlos XII de Suecia, y por las consiguientes hambruna y peste, y solo 3 familias caraítas se quedaron. En 1765 solo 300 caraítas vivían en Trakai.
Después de las Particiones de Polonia en 1795, la región fue anexionada por la Rusia Imperial y comenzó a repararse y reconstruirse. En 1915, durante la Primera Guerra Mundial, la zona fue capturada por Alemania. Después de la guerra, la ciudad pasó a ser parte de Lituania y fue ocupada por Polonia. Las obras en el Alto castillo estaban casi terminadas en 1939, cuando comenzó la Invasión de Polonia, y el territorio pronto fue anexado por la Unión Soviética y luego por la Alemania nazi. Durante la guerra, más de 5000 judíos de la región de Trakai fueron asesinados por los nazis. En 1944, durante la Operación Tempestad, la ciudad fue liberada por fuerzas conjuntas del Ejército polaco y partisanos soviéticos. Después de la Segunda Guerra Mundial fue de nuevo anexada por los soviéticos.

### Restauración
En 1905 las autoridades del Imperio ruso decidieron restaurar parcialmente las ruinas del castillo. Sin embargo, las obras fueron despacio y se detuvieron después del estallido de la Primera Guerra Mundial. En 1929 Stanisław Lorenz ordenó la reconstrucción del castillo. Las obras en el Alto castillo estaban a punto de terminarse en 1939, pero la Segunda Guerra Mundial intervino. En 1961 la reconstrucción de la parte superior del castillo y una torre alta de la construcción se completaron. Entonces, las obras se interrumpieron como consecuencia del discurso de Nikita Jrushchov el 21 de diciembre de 1960, en el cual el Primer Secretario soviético declaraba que la reconstrucción del castillo sería un signo de la glorificación del pasado feudal de Lituania. Las obras en la parte baja del castillo no se reiniciaron hasta el decenio de 1980 y se terminaron por las autoridades lituanas a principios de 1990.

## Deporte
- FK Trakai juega en el Estadio LFF con capacidad para 5,400 espectadores y juega en la A Lyga de la temporada 2021 y la Copa de Lituania. El equipo tuvo un cambio de nombre y sede. Hoy en día se llama FK Riteriai, pero juega por veces con los 2 nombres.

## Ciudades hermanadas
- Malbork, Polonia.
- Rheine, Alemania.
- Târgovişte, Rumania.